# Bannō yasai Ninninman
Bannō yasai Ninninman (万能野菜 ニンニンマン? lett. "L'onnipotente verdurina Ninninman (uomo-carota)") è un film d'animazione del 2011 diretto da Masayuki Yoshihara.
L'anime, del sottogenere kodomo, prodotto dallo studio P.A. Works per il progetto Anime Mirai 2011, si inserisce nelle lista di titoli appositamente animati grazie ai fondi dell'Agenzia per gli Affari Culturali del governo giapponese e che prevedono di essere impiegati per l'allenamento di giovani animatori.

## Trama
Mari ha un sogno ricorrente: sua madre, con l'aspetto di un mollusco la vuole costringere a mangiare dei piatti di verdura che la bambina trova ripugnanti. Fortunatamente Mari si sveglia sempre prima di toccare cibo, il problema tuttavia è che ne è come ossessionata.
A turbare la vita tranquilla della ragazzina vi è anche il vecchio ponte che, sebbene le accorci di molto la strada tra la scuola e la sua abitazione, le suscita da sempre molta paura. Ma quando la sua amica Momo, sempre pronta ad accompagnarla, prende un cane e decide di evitare di allungare il giro per non andare sulla strada principale trafficata con un cucciolo, allora Mari si infuria: Momo è infatti decisa ad attraversare il ponte!
La brutta giornata continua: a scuola infatti a pranzo le servono il temuto piatto a base di carote, peperoni e latte che tanto la tormenta in sonno; per l'emozione cade svenuta ed infermeria scopre di essere in compagnia di tre magiche creature: una donna-latte, un peperone amichevole e un frizzante uomo-carota. I tre, nonostante le rimostranze della bambina, la seguono fino a casa. Lì, ascoltati  i problemi di Mari le consigliano per continuare a vedere l'amica prima delle lezioni di svegliarsi prima la mattina e andare a prendere l'amica Momo sino a casa,  per poi separarsi al ponte. Quando la ragazzina si reca al gabinetto, scopre poi che i tre sono spariti, ormai espulsi dal suo organismo.
Il giorno dopo Mari scopre che il piccolo Boku, il cagnolino di Momo, è scappato e lei è tristissima. L'amica, subito dopo scuola, decide di passare il pomeriggio cercando l'animale al quartiere commerciale. Trovatolo durante un brutto acquazzone, cerca di salvarlo perché caduto nel fiume e sull'orlo di annegare. Sola ed impotente evoca i tre buffi cibi animati e questi, mentre Mari è svenuta, salvano l'animale e portano entrambi a casa.
Il giorno dopo il sole splende e Mari e Momo fanno la strada assieme a Boku, ora nello zainetto della padroncina: le due migliori amiche possono tornare a fare la strada insieme, anche quella trafficata, ora che il cane è tornato ed al sicuro.

## Personaggi
Mari ( まり?)
Doppiata da Saori Hayami
 Ninninman  (ニンニンマン?)
Doppiato da Toshiyuki Morikawa
 Milk ( ミルク?)
Doppiata da Kikuko Inoue
 Piiman ( ぴーマン?)
Doppiato da Rie Kugimiya
 Momo ( モモ?)
Doppiata da Mikako Takahashi

## Colonna sonora

### Sigla
La canzone finale è il brano Ninninman! (ニンニンマン！?,  lett. L'uomo-carota!) cantato da Shuuhei Kita